# Мері Джо Фруг
Мері Джо Фруг (1941—1991) — американська феміністка, магістр права, професор у Школі права Нової Англії у Бостоні з 1981 по 1991 рік, авторка книги «Жінки і закон». Значна частина її роботи була зібрана в посмертно опублікованій книзі «Постмодерністський правовий фемінізм».
Мері Джо випускниця Національного Центру Права університету ім. Джорджа Вашингтона та здобула ступінь магістра права в Нью-Йоркському Університеті. Вона була членом Reginald Heber Smith, мобілізації для молодіжних юридичних послуг у 1969—1971 рр. І стипендіатом Ford в області міського права в Нью-Йоркському університеті. З 1981 року вона викладала в Школі права Нової Англії. Пані Фруг пройшла однорічну стипендію для навчання в Інституті Бантінг Коледжу Редкліфф, розташованому біля кампусу Гарвардського університету.
Мері Джо була членом-засновником Fem-Crits, групи, присвяченої вивченню феміністської та критичної теорії. Вона також була однією з чотирьох організаторів Конференції Fem-Crit Pine 1985 і головним учасником літніх таборів критичних правових досліджень. Хоча її роботи численні, вона зробила особливий внесок у співавторстві феміністичної бібліографії з правознавства та через свою статтю «Перечитування контрактів: феміністський аналіз договору» (1985).
Мала двох дітей (Стівен та Емілі) і чоловіка, професора Гарвардської Школи права, Джеральда Фруга.
4 квітня 1991 року Фруг була убита на вулицях Кембриджа, штат Массачусетс, біля будинку, де вона жила зі своїм чоловіком та дітьми.

## «Постмодерністський правовий фемінізм»
Фруг, одна з найбільш відомих феміністських вчених-правознавців Америки, вона втілює антиесенціалістську феміністську доктрину в восьми зібраних есе, три з яких були опубліковані за її життя, а п'ять незавершених публікацій в різних виданнях після вбивства 1991 року.
«Постмодерністський правовий фемінізм» — це колекція творів Марії Джо Фруг, посмертно опублікованої з незавершеного матеріалу, яку редагував і видав її чоловік, Джеральд Фруг. Виготовлену як заповіт, її не можна прочитати без посилання на її вбивство. Факт і обставини її смерті підсилюють прагнення та зміст її тексту: скандальне закриття думки, спрямованої на скасування упереджень щодо гендеру й есенціалізму.
Сенс, який вона вкладала у свої роботи як жінка, вчитель права і феміністський вчений, професійно соціалізована в чоловічу установу, був унікальним. Але якість цієї унікальності, рефлексивне збереження віри як з самої себе, так і з інституцією, в поєднанні з незавершеним характером її проєкту, дають можливість визнати її як живий дух у феміністичній правовій науці й політиці і займатися її роботою на цій основі.
Книга складається з трьох частин: есе в першій, включаючи «Феміністську доктрину», «Постмодерністський феміністський правовий маніфест» після зустрічі з середнім розділом та «Перечитування контрактів: феміністський аналіз книги контрактів», яка по фактує її есе 1985 року з однойменною назвою. У першому розділі міститься авторська робота в жанрі («феміністська доктрина»), побудована за типологією та оцінкою сильних і слабких сторін попередніх судових стратегій звільнення жінок і феміністських праць про право в Сполучених Штатах. Жанр демонструється і посилюється в інших розділах першої та третьої частин книги. У феміністській доктрині домінуючою метою є пошук рівності жінок через право. Те, що відрізняє його від лібералізму та інших феміністських підходів з тією ж метою, полягає в тому, що вона переслідує свою мету, повертаючи себе назад до своїх власних категорій — жінок, рівності та законності.
Роботи Фруг часто гумористичні і завжди чіпляють, оскільки вона простежує історію правової сексуальної рівності, розглядаючи важливі судові справи. Вона також аналізує консервативні феміністські та прогресивні феміністські праці Керроса Гіллігана «In a Different Voice» (Harvard Univ. Pr., 1982), а також гендерні аспекти книги з контрактами. Її незавершений «Феміністський постмодерністський маніфест» закінчує книгу; після смерті Фруг ця стаття була предметом суперечки Harvard Law Review. За іронією долі, її «Маніфест» показує, як закон зберігає дозвіл, навіть мандат на тероризацію, материнство і сексуальність тіла жінки. Дуже рекомендується для жіночих та правових досліджень.

## Вбивство[2]
Увечері 4 квітня 1991 р. Пані Фруг була атакована в престижному районі Братт-стріт у Кембриджі, в 300 метрах від її будинку. Її п'ять разів ударили ножем у груди перед тим, як її вбивця втік. Фруг звернулася до проїжджаючого автоводія, який викликав медичну допомогу, але, на жаль, вона померла на шляху до лікарні. Їй було 49 років.
Поліція ніколи не називала підозрюваного (невідомий білий чоловік двадцяти років був помічений, ховаючись в сусідніх кущах перед вбивством, але ці підозри не набули великого значення), зброї вбивства не було знайдено.
Мотиву не було встановлено. Гаманець Фруг виявився недоторканим, і її тіло не показало жодних ознак сексуального насильства, що призвело до міркувань, що її вбивство було випадковим актом насильства. Дві жінки були зґвалтовані в околицях протягом тижнів, що передувало вбивству, але поліція вважала, що ці три напади не пов'язані між собою.
Кембриджська поліція протягом декількох років розслідувала, чи було вбивство Фруг політично мотивованим, але вони відмовилися від цієї думки після інтерв'ю з її колегами з Гарварду та Школи права Нової Англії. Незважаючи на те, що NESL запропонував винагороду в розмірі 25 000 доларів за інформацію, яка привела до виявлення вбивці Мері Джо Фруг, поліція не наблизилася ближче до вирішення справи.
І Кембридж, і Гарвардська поліція відправили додаткові патрулі в околиці, щоб допомогти розвіяти страхи щодо небезпеки жителів району.
Тим часом мешканці оплакували смерть жінки, яка проводила своє професійне життя в боротьбі за права потерпілих жінок.
«Це величезна, страшна втрата», — сказав Лоуренс Х. Тріб, професор Гарвардської Школи права, який жив всього за кілька кварталів.
Ми з дружиною просто оповиті горем. Це було безпечним місцем, яким можна було гуляти не тільки за білого дня, і раптом це…

## Суперечки щодоHarvard Law Review
У березні 1992 року Harvard Law Review опублікував незавершений проєкт статті Фруг, «Постмодерністський феміністський юридичний маніфест», який досліджував правові теорії щодо насильства над жінками. Деякі члени Harvard Law Review виступали проти публікації твору, а пізніше, на річницю її вбивства, критикували та висміювали його у «Маніфесті посмертного правового фемінізму», який був включений до Harvard Law, щорічно підданого рецензії.
4 квітня 1992 року Harvard Law Review провів щорічний урочистий бенкет, коли факел найпрестижнішого юридичного журналу країни передається новому поколінню редакторів. Серед запрошених: чоловік вбитої жінки, Джеральд Фруг, член факультету Гарвардської Юридичної Школи. Джеральд Фруг не відвідав захід. Але якби він був присутній, він би знайшов на тарілці критику-пародію на останню статтю своєї дружини. Пародія, під назвою «Маніфест посмертного правового фемінізму», що був підготовлений редакцією Harvard Law Review і оплачений Гарвардською школою. Професором права Марією Доу праця Фруг була описана як «Rigor-Mortis» (Трупне задубіння), вона стверджувала, що її теорії були вигадкою параноїдних феміністок. Вона зобразила пані Фруг як бездушну, статево-голодну посередню жінку і «Трупно-задубілого професора закону» («Rigor-Mortis Professor of Law») — New York Times
Співавтори критичного огляду щодо праці Мері Джо Фруг, Крейг Кобен та Кен Фенйо згодом вибачилися у своїх висловлюваннях, зокрема, перед чоловіком Фруг. Вони також підписали заяву, що вони не мають наміру поширювати статтю на річницю її смерті. Ця заява була підписана і іншими членами Harvard Law Review, у тому числі редактором Верховного Суду Полем Климентом.
Погляди Фруг особливо недолюблював професор права Гарвардського університету Алана Дершовіц, який виступав проти її сміливості і викликав сильні настрої проти неї серед своїх учнів.

## Спадщина
Книга Фруг «Жінки і закон» досі є в публікації, і зараз вона відома як «Жінки Мері Джо Фруг і Закон».
Школа права Нової Англії в Бостоні розміщує у своїй бібліотеці публікації жінок-професорів, в тому числі Мері Джо Фруг та її Колекцію законів. Правозахисна організація «Закон про жінок» за законом Нової Англії, встановила грант Мері Джо Фруг, щоб забезпечити «стипендії для студентів Нової Англії, які присвячують свої роки поліпшенню життя жінок». У 1994 році був створений Фонд Мері Джо Фруг для кафедри в школі права Нової Англії в її пам'ять. Цей фонд був першим у своєму роді в країні, він продовжує спадщину професора Фруг, дозволяючи запрошеним професорам викладати у Школі Права Нової Англії і навчати жіночим питанням у законі.

## Пам'ять[3]
|  | Для багатьох у феміністичній юридичній спільноті Мері Джо Фруг була наставником, зразком для наслідування і близьким другом. Вона щедро віддавала свій час, своє розуміння та великі знання, щоб допомогти нам зрости як феміністкам, професорам, юристам та студентам. Вона справді була інтелектуальним і духовним маяком для феміністок у законі. Мері Джо залишила неосяжний відбиток на пейзажі феміністської та критичної правової думки |

Студенти Школи Права Нової Англії про Мері Фруг, 1992 р.
Це спогади людей, які знали і любили Мері Джо, що поділилися своїми думками та почуттями. Наступні рядки присвячені її пам'яті: Мері Еш, Юридичний коледж, Університет Західної Вірджинії:
|  | Всі ми дуже вражені та засмучені смертю Мері Джо Фруг. Біль, що переживається її сім'єю, є безмежним. За її життя та за її смерті вона була для всіх нас натхненням до відданості та чесності, до доброти та щедрості, до сили та мужності |

Джуді Грінберг, Школа Права Нової Англії:
|  | Мері Джо Фруг була аполітичним, постмодерним феміністським правознавцем; вона прийняла протиріччя. Вона була блискучою колегою; вірним другом; розумною жінкою, теплою, мужньою і стильною. Її смерть залишає порожнечу в феміністських і правових спільнотах, в школі права Нової Англії і в моєму житті |

Гарі Мінда, Школа Права Кардозо:
|  | Мері Джо була другом і товаришем. Ми ніколи не говорили один одному «до побачення». Так, ніби завжди знали, що буде інший час, ще одна можливість продовжити розмову; продовжувати боротися за наші відмінності і вчитися. Але після того як вона пішла з життя, я точно знаю, що її пам'ять і натхнення назавжди залишаться зі мною. Мері Джо надихає всіх нас на те, щоб кинути виклик гендерним обмеженням і бути повними надії та оптимізму щодо можливості впоратися з дилемами різниці, які розділяють наше життя. Біль від втрати пом'якшується пам'яттю та натхненням, що переповнювало її життя |

Елізабет В. Спелман, кафедра філософії, Коледж Сміт:
|  | Я не можу придумати нікого, з ким було б більш продуктивно і весело не погоджуватися, ніж Мері Джо. Як і багато інших людей, я відчуваю, як ніби було щонайменше п'ятнадцять різних незавершених розмов, які я мала з нею, на теми, які займали особливий сенс через те, як вона була обізнана і зацікавлена в них. Серед її багатьох подарунків для нас найголовнішим є нагадування про те, що певний вид незнання невіддільний від жвавого та люблячого розуму |

Внески на честь професора Фруг можна зробити до Фонду Мері Джо Фруг, Школа права Нової Англії, вул. Стюарт, 154, Бостон, MA 02116.
1. 1 2  NUKAT — 2002.
2. ↑  r/UnresolvedMysteries - The murder of law professor Mary Joe Frug. reddit (англ.). Архів оригіналу за 8 травня 2019. Процитовано 12 квітня 2019.
3. ↑  In Memoriam: Mary Joe Frug (English) . Volume 3 Issue 1 Yale Journal of Law & Feminism. 1990. с. 5.